# Bargoed

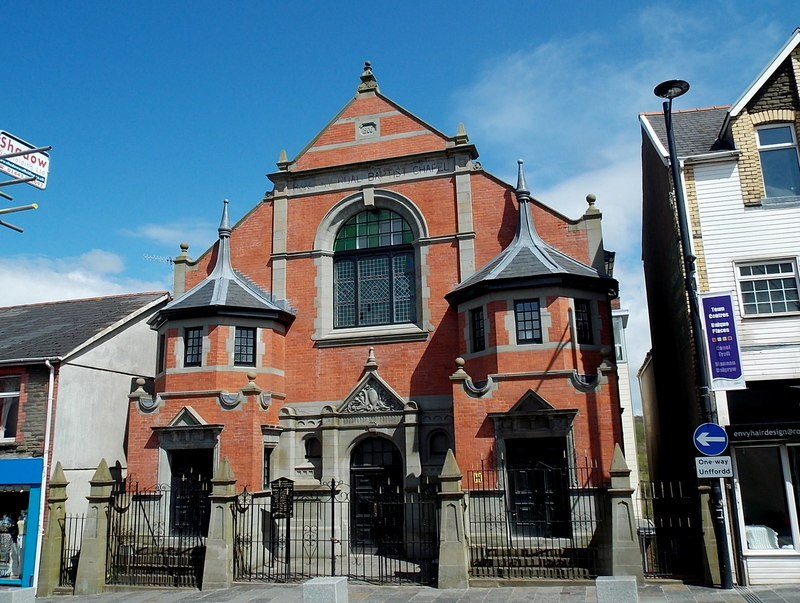
Edifici religiós a Bargoed

Bargoed (en gal·lès també Bargod) és un poble d'aproximadament 11.000 habitants al sud-est de Gal·les que forma part de la comunitat de Sir Caerffili i es troba a la vora del riu Rhymney, a la vall de Rhymney. És un antic centre industrial i miner.

## Geografia
Bargoed es troba a meitat de camí entre Aberdare i Caerffili (al sud-est de la primera i al nord de la segona), 35,4 quilòmetres al nord de Cardiff.

## Història
Els primers edificis d'aquesta localitat es van construir probablement a partir dels anys quaranta del segle xvii. Bargoed es va desenvolupar com a centre industrial a partir de l'any 1903, quan es va inaugurar una mina de carbó. Els treballs van començar el 1897.
La mina de carbó local va tancar les seves instal·lacions durant els anys 1980.

## Monuments i llocs d'interès

### Arquitectura religiosa
El principal edifici religiós és l'església dedicada a Santa Gladys, construïda en dues etapes, entre 1877 i 1879 amb el projecte de J.Pritchard, i entre 1893 i 1894 seguint el projecte d'E.M. Bruce Vaughan.

## Societat

### Evolució demogràfica
Segons les dades del cens de 2011, Bargoed tenia una població aproximada de 11.537 habitants, dels quals 5.956 eren dones i 5.777 homes.
La localitat va experimentar una lleugera pèrdua demogràfica respecte a 2001, quan tenia 11.610 habitants. Tot i així, les xifres van pujar el 2016 amb 11.733 habitants registrats.

## Esport
L'equip de rugbi local és el Bargoed RFC.